# Кунцево (Крым)
Ку́нцево (до 1948 года переселенческий участок № 106 до 1920-х Баш-Кыргы́з; укр. Кунцеве, крымскотат. Baş Qırğız, Баш Къыргъыз) — село в Нижнегорском районе Республики Крым, входит в состав Михайловского сельского поселения (согласно административно-территориальному делению Украины — Михайловского сельского совета Автономной Республики Крым).

## Население
| 2001 | 2014 |
| ---- | ---- |
| 479  | ↘365 |

Всеукраинская перепись 2001 года показала следующее распределение по носителям языка
| Язык       | Процент |
| ---------- | ------- |
| русский    | 83.72   |
| украинский | 16.28   |

### Динамика численности
| - 1805 год — 135 чел. - 1864 год — 12 чел. - 1915 год — 50/0 чел. | - 2001 год — 479 чел. - 2009 год — 409 чел. - 2014 год — 365 чел. |

## Современное состояние
На 2017 год в Кунцево числится 5 улиц; на 2009 год, по данным сельсовета, село занимало площадь 70,7 гектара на которой, в 158 дворах, проживало 409 человек. В селе действуют фельдшерско-акушерский пункт библиотека-филиал № 25.. Кунцево связано автобусным сообщением с Симферополем, райцентром и соседними населёнными пунктами.

## География
Кунцево — село на западе района, в степном Крыму, у границы с Джанкойским районом, высота центра села над уровнем моря — 22 м. Соседние сёла: Зоркино в 2,5 км на северо-восток, Михайловка в 1,5 км на юго-запад и Новосельцево Джанкойского района — в 3 км на север. Расстояние до райцентра — около 15 километров (по шоссе), ближайшая железнодорожная станция — платформа 30 км (в селе Михайловка, на линии Джанкой — Феодосия) — примерно в 5 километрах. Транспортное сообщение осуществляется по региональной автодороге 35Н-384 Уютное — Зоркино — Чкалово (по украинской классификации — С-0-10928).

## История
Нынешнее Кунцево было основано на месте старинного селения Баш-Киргиз, которое впервые документально упоминается в Камеральном Описании Крыма… 1784 года, судя по которому, в последний период Крымского ханства Баш Киргиз входил в Насывский кадылык Карасъбазарскаго каймаканства. После присоединения Крыма к России 8 февраля 1784 года, деревня была приписана к Перекопскому уезду Таврической области. После Павловских реформ, с 1796 по 1802 год, входила в Перекопский уезд Новороссийской губернии. По новому административному делению, после создания 8 (20) октября 1802 года Таврической губернии, Баш-Киргиз был включён в состав Таганашминской волости Перекопского уезда.
Согласно Ведомости о всех селениях, в Перекопском уезде состоящих с показанием в которой волости сколько числом дворов и душ… от 21 октября 1805 года, в деревне Баш-киргиз в 25 дворах проживало 127 крымских татар, 6 цыган и 2-е ясыров. На военно-топографической карте генерал-майора Мухина 1817 года деревня Баш киркиз обозначена с 20 дворами. После реформы волостного деления 1829 года Баш-Киргиз (Башкириц), согласно «Ведомости о казённых волостях Таврической губернии 1829 года», определили центром Башкирицкой волости (переименованной из Таганашминской). Затем, видимо, вследствие эмиграции крымских татар в Турцию, деревня опустела и на карте 1836 года в деревне 6 дворов, а на карте 1842 года Баш-Кыргыз обозначен условным знаком «малая деревня», то есть, менее 5 дворов.

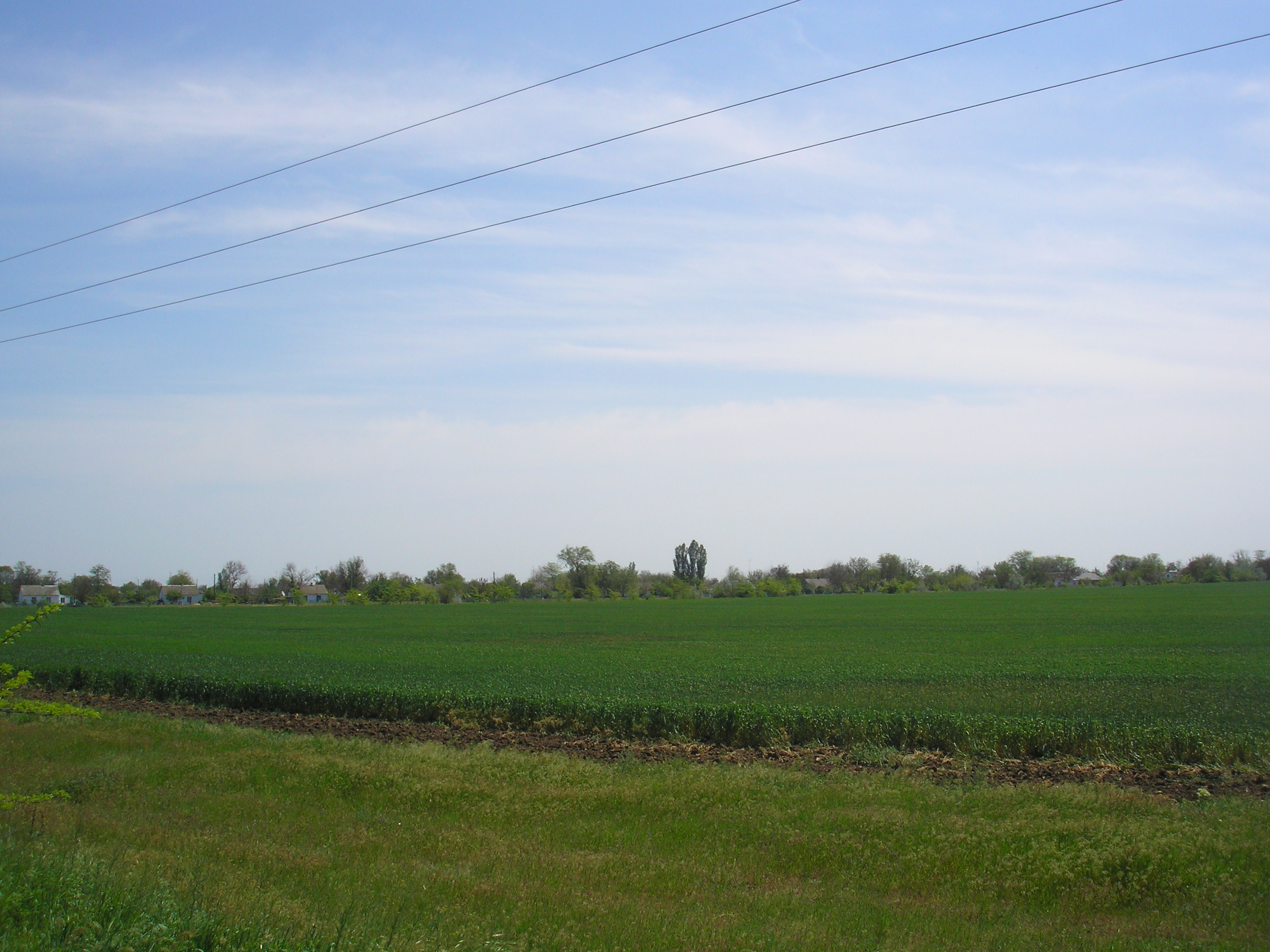

В 1860-х годах, после земской реформы Александра II, деревню включили в состав Владиславской волости. Согласно «Списку населённых мест Таврической губернии по сведениям 1864 года», составленному по результатам VIII ревизии 1864 года, Баш-Киргиз — владельческая татарская деревня с 2 дворами и 12 жителями при колодцах. По обследованиям профессора А. Н. Козловского начала 1860-х годов, в селении вода в колодцах глубиной 3—5 саженей (6—10 м) была частью пресная, а чаще солёная. На трёхверстовой карте Шуберта 1865—1876 года деревня Баш Кыргыз обозначена с 3 дворами. Согласно же «Памятной книжке Таврической губернии за 1867 год», деревня Баш Киргиз была покинута жителями в 1860—1864 годах, в результате эмиграции крымских татар, особенно массовой после Крымской войны 1853—1856 годов, в Турцию и оставалась в развалинах.
По Статистическому справочнику Таврической губернии. Ч.II-я. Статистический очерк, выпуск пятый Перекопский уезд, 1915 год, в деревне Баш-Киргиз (вакуф) Ак-Шеихской волости Перекопского уезда числилось 8 дворов (все дворы с землёй) с татарским населением в количестве 50 человек приписных жителей, из которых 28 мужчин и 22 женщины. Жители владели 137 десятинами удобной земли. В хозяйствах имелось 20 лошадей и 7 коров.
В конце 1920-х годов пустующее село было выделено, как участок № 106 для еврейских переселенцев, в 1930 году в селе создана сельхозартель «106 участок», позже объединённая с соседними в колхоз им. Н. К. Крупской. Постановлением Президиума КрымЦИКа «Об образовании новой административной территориальной сети Крымской АССР» от 26 января 1935 года был создан Колайский район и село передали в его состав. В документах встречается ещё одно название — Свердлово. Вскоре после начала отечественной войны часть еврейского населения Крыма была эвакуирована, из оставшихся под оккупацией большинство расстреляны.
В 1944 году, после освобождения Крыма от фашистов, 12 августа 1944 года было принято постановление № ГОКО-6372с «О переселении колхозников в районы Крыма» и в сентябре 1944 года в Азовский район Крыма приехали первые новоселы (162 семьи) из Житомирской области, а в начале 1950-х годов последовала вторая волна переселенцев из различных областей Украины. С 25 июня 1946 года участок № 106 в составе Крымской области РСФСР Указом Президиума Верховного Совета РСФСР от 18 мая 1948 года, переселенческий участок № 106 переименовали в Кунцево. 26 апреля 1954 года Крымская область была передана из состава РСФСР в состав УССР. Время включения в состав Михайловского сельсовета пока не установлено: на 15 июня 1960 года село в составе Новосельцевского, на 1 января 1968 года — в Михайловском. Указом Президиума Верховного Совета УССР «Об укрупнении сельских районов Крымской области», от 30 декабря 1962 года Азовский район был упразднён и село присоединили к Джанкойскому. 1 января 1965 года, указом Президиума ВС УССР «О внесении изменений в административное районирование УССР — по Крымской области», включили в состав Нижнегорского. С 12 февраля 1991 года село в восстановленной Крымской АССР, 26 февраля 1992 года переименованной в Автономную Республику Крым. С 21 марта 2014 года в составе Крыма аннексировано Россией.